# Takuya Akiyama
Takuya Akiyama (秋山 拓也 Akiyama Takuya?), född 26 augusti 1994 i Aichi prefektur, är en japansk fotbollsspelare.
Akiyama började sin karriär 2017 i Albirex Niigata Singapore. Efter Albirex Niigata Singapore spelade han för Ventforet Kofu och Tokushima Vortis.